# Luna (La Union)
Pour les articles homonymes, voir Luna.
Luna est une localité de la province de La Union, aux Philippines. En 2015, elle compte 35 802 habitants.